# Dan Marino
Daniel Constantine Marino, Jr. (ur. 15 września 1961 w Pittsburghu w stanie Pensylwania) – amerykański zawodnik futbolu amerykańskiego pochodzenia polsko-włoskiego, grający z numerem 13 na pozycji quarterbacka w drużynie Miami Dolphins występującej w zawodowej lidze National Football League.

## Kariera w NFL
Dan Marino został wybrany jako dwudziesty siódmy w pierwszej rundzie draftu NFL w 1983 roku przez drużynę Miami Dolphins, gdzie spędził całą karierę. W 1984 roku zdobył nagrodę dla najbardziej wartościowego gracza ligi NFL. Dziewięciokrotnie był wybierany do meczu gwiazd Pro Bowl. Nigdy nie zdobył mistrzostwa ligi NFL. W finale występował raz, w Super Bowl XIX, w którym Miami Dolphins ulegli zespołowi San Francisco 49ers wynikiem 38-16.
W 2005 roku został wybrany do Pro Football Hall of Fame. Po zakończeniu kariery został komentatorem sportowym w stacji telewizyjnej ESPN. Wystąpił także w kilku filmach i serialach telewizyjnych zazwyczaj grając samego siebie, między innymi w filmach Ace Ventura: Psi detektyw, Mały Nicky oraz Bad Boys II.

## Sukcesy
- NFL MVP (1984)
- 9 razy Pro Bowl
- 3 razy All-Pro (1984, 1985, 1986)
- College Football Hall of Fame (2003)
- Pro Football Hall of Fame (2005)